# Григорашенко, Игорь Андреевич
И́горь Андре́евич Григораше́нко (12 мая 1968, Пржевальск — 8 января 1995, Грозный) — российский офицер, старший лейтенант, есаул Оренбургского казачьего войска, участник Первой чеченской войны, штурма Грозного (1994—1995). Кавалер ордена Мужества и серебряного креста «За возрождение Оренбургского казачества» (обе награды посмертно). Известен как герой документального фильма «Ад» Александра Невзорова и прототип для Игоря Григоращенко — персонажа фильма «Чистилище».

## Биография
Родился 12 мая 1968 года в поселке Пристань-Пржевальск Киргизской ССР, на берегу озера Иссык-Куль. Отец, Григорашенко Андрей Абрамович (умер в 1989 году), служил на местном флотском полигоне. Поэтому, по словам родителей, Игорь хотел стать военным, сначала моряком, потом десантником. Учился в школе № 7 имени Ильича. Для подготовки к Рязанскому десантному училищу совершил 28 прыжков с парашютом, но для поступления не хватило роста (всего 2 сантиметров).
Окончил Одесское мореходное училище. Работал слесарем на судоремонтном заводе, судомехаником на теплоходе. 17 мая 1986 года был призван в ряды Вооруженных сил СССР Ильичевским РВК г. Одесса. Служил в Военно-морском флоте матросом, а затем старшим матросом Черноморского флота. В 1994 году окончил Челябинское высшее танковое командное училище. Сам захотел служить в Северо-Кавказском военном округе. Был направлен в Кабардино-Балкарию, в город Прохладный, в/ч 64201. Служил в должностях: командир мотострелкового взвода, командир разведвзвода разведроты.

## Участие в Первой чеченской войне
4 декабря выехал в командировку в Моздок. Там написал командованию рапорт и оказался на передовой.
При охране больничного комплекса, недалеко от президентского дворца в Грозном его танк был подбит из гранатомёта. Игорь был контужен, временно потерял зрение. Его отвезли в санчасть. После суточного отдыха офицера хотели забрать в госпиталь, но он отказался, сказав, что пока не отомстит за своих, никуда не уйдёт.
Ему дали новый танк. Через два дня во время штурма дудаевских позиций его снова подбили. Он уцелел, дотянул до своих, вынес из машины наводчика и механика-водителя. Танк потушили, но ему требовался ремонт. Игорь пересел в третий танк.
Именно в это время с ним и встретился Александр Невзоров, снимавший с места событий свой документальный фильм «Ад» о штурме Грозного. Лейтенант дал ему интервью, в котором с крепкими выражениями изложил, почему и за что он здесь воюет:

За ребят… За Россию. То, что мы здесь, — это наша земля. Я потомственный казак. Наша земля… Этот город основали казаки, мои предки. И я здесь, если надо положу свою голову… Это наша земля, Россия. Отдадим Чечню — распадется Россия…
— Александр Невзоров. «Ад», документальный фильм
Позднее он использует Игоря как прототип для героя своего нового, уже художественного фильма «Чистилище», которого зовут почти также — Игорь Григора́щенко.

## Гибель
Погиб на следующий день после этого интервью. 5 января 1995 года по пути в штаб Игорь Григорашенко попал под миномётный обстрел, получил множественные осколочные ранения, от которых умер в полевом госпитале.
Похоронен в Прохладном. Посмертно ему было присвоено звание «старший лейтенант». За мужество и отвагу, проявленные при выполнении специальных заданий командования, старший лейтенант Григорашенко И. А. Указом Президента РФ № 491 от 15 мая 1997 года награждён орденом Мужества № 4379 (посмертно).
В соответствии с Постановлением Совета атаманов Оренбургского казачьего войска от 4 февраля 1995 года есаул Григорашенко И. А. награждён серебряным крестом № 114 «За возрождение Оренбургского казачества» (посмертно). От имени Совета атаманов Оренбургского казачьего войска серебряный крест вручен 4 мая 1995 года.
Семье после похорон очень помогали казаки, прислал деньги известный музыкант Юрий Шевчук, который также встретился с Игорем в Чечне. Александр Невзоров прислал его вдове, Оксане Григорашенко, письмо с соболезнованиями и видеокассету со своим фильмом, где лейтенант Игорь Григорашенко передаёт своей семье, что он «живой-здоровый». Дома у него осталась дочь Маргарита (родилась в 1994 году).

## Подвиг и гибель Григорашенко в фильме А. Невзорова «Чистилище»
Художественный образ Игоря Григорашенко послужил прототипом для героя фильма Александра Невзорова «Чистилище». В ходе боев за больничный комплекс в Грозном, танк лейтенанта Григоращенко попал в окружение после разрыва правого трака. В тот же день, командующий обороны больничного комплекса Дукуз Исрапилов предложил Григоращенко присоединиться к вооружённым формированиям ЧРИ за жалование в размере пяти тысяч долларов в месяц. На раздумья Исрапилов дал лейтенанту пять минут. Пытаясь склонить танкиста на свою сторону, Исрапилов сетовал на непрестижность и бесперспективность службы в Вооруженных силах Российской Федерации.
Ты пришел ко мне домой, это — мой дом. Я здесь дерусь за это небо, за эту землю, за камешек, за каждую травинку. А ты за что дерешься здесь, лейтенант? За то, чтобы по пять месяцев зарплату не получать? 
Однако Григоращенко демонстративно отказался от предложения, используя отпущенные пять минут для пушечного огня по позициям боевиков и обеспечив огневую поддержку для прорыва своих товарищей к больничному корпусу. Боевики обстреляли танк Григоращенко из гранатомётов, а самого танкиста — живьём распяли на кресте.